# Chiesa di San Ferdinando (Bari)
La Chiesa di San Ferdinando è una parrocchia cattolica di Bari, parte dell'Arciediocesi di Bari-Bitonto, sulla centrale Via Sparano da Bari, la quale collega la stazione centrale a Bari Vecchia.

## Storia
La chiesa fu voluta dall'arcivescovo Michele Basilio Clary che aveva chiesto al re Ferdinando II delle Due Sicilie di costruirla per sostituire una piccola cappella con spazio appena sufficiente per una ventina di fedeli, nell'ambito dell'ingrandimento e ingentilimento del Quartiere Murattiano. La concessione fu data nel 1843, durante una visita ufficiale del Re a Bari rimasta nella storia per il gran numero di privilegi che il sovrano concesse alla città: nella stessa occasione, ad esempio, egli acconsentì all'istituzione del Tribunale di Bari. La costruzione cominciò nel 1844 e fu ultimata nel 1849; il 5 maggio di quell'anno essa venne consacrata alla presenza del Re, che tuttavia parve non gradire l'edificio, arrivando a definirlo "una bella stalla".
La chiesa originaria era in stile neoclassico, con una ristretta facciata scandita da tre colonne a capitello ionico sormontate da un timpano triangolare e una torretta a vela munita di orologio. Sulle facciate laterali si aprivano due ordini di nicchioni a lunetta; sul fianco sinistro era inoltre presente un campanile, che riprendeva le forme barocche di altre chiese della città vecchia. Negli ultimi anni del Regno delle Due Sicilie, nelle vie adiacenti furono istituiti due mercati municipali, che resero via Sparano il centro commerciale cittadino che è ancora oggi.
La chiesa fu inizialmente concessa alla confraternita di Santa Filomena; nel 1861 gli uffici parrocchiali furono sede di voto per il plebiscito che portò all'Unità d'Italia. Il 21 giugno 1887 fu elevata a vicaria-curatoria capitolare; il primo arciprete, don Beniamino Bux, affidò a Nicola Colonna ingenti interventi di decorazione e ristrutturazione che terminarono nel 1900..
Tra il 1933 e il 1934 Saverio Dioguardi ristrutturò massicciamente la chiesa, nel contesto di un piano di modernizzazione del quartiere. Il progetto prevedeva l'inglobamento della chiesa in un complesso multifunzionale di edifici abitativi e commerciali che avrebbe occupato l'intero isolato, nonché l'abbattimento del campanile e il rifacimento della facciata in uno stile più prossimo a quello contemporaneo.Tra il 1938 e il 1939, l'interno venne ridipinto da Umberto Colonna. La chiesa divenne parrocchia nel 1956.
Nel XX secolo l'edificio subì due restauri, uno nel 1969 e un secondo ben più massiccio nel 1999, durante il quale fu prevista l'eliminazione della carta da parati, l'intonacatura delle pareti e l'ampliamento del presbiterio.

## Architettura

### Esterno
La facciata è oggi in continuità con gli edifici del complesso che ingloba la chiesa; su di essa si aprono tre portali, scanditi da alte arcate a sesto acuto di tufo, oggi chiuse da un'inferriata. Si accede al tempio mediante un'ampia scalinata.
Il portale è inquadrato entro due massicci torrioni che si estendono sulle traverse laterali di via Sparano: in essi sono compresi tre condomini (tuttora abitati) e una quantità di locali commerciali. Da uno dei condomini è possibile accedere direttamente alla sacrestia.

### Interno
La chiesa, ad aula unica, ha una pianta a croce latina ridotta, con due cappelle nelle absidiole laterali. Lungo le navate, scandite da tramezzi di marmo, si aprono dei passaggi che consentono di raggiungere la sacrestia e gli uffici parrocchiali, anch'essi compresi nel complesso edilizio. A ridosso della prima campata si apre un lucernario a finta cupola, decorato dagli affreschi del Colonna. Nel presbiterio si trovano un ambone e l'altare maggiore realizzati in marmo bianco. Sulla controfacciata trova posto un coro munito di organo a canne del 1940.
Nella chiesa sono conservati pregevoli dipinti, risalenti per la maggior parte a XIX e XX secolo: oltre ai già citati dipinti del Colonna, che decorano le cappelle laterali, sono presenti due tele di Nicola Zito ritraenti una Madonna con Bambino e San Francesco di Paola; notevole anche la pala di Federico Maldarelli raffigurante L'ultima comunione di san Ferdinando, che fu commissionata dal Re per essere donata alla chiesa. Spicca inoltre un dipinto del XVII secolo attribuito a Cesare Fracanzano, raffigurante Gesù Crocifisso.

## Galleria d'immagini

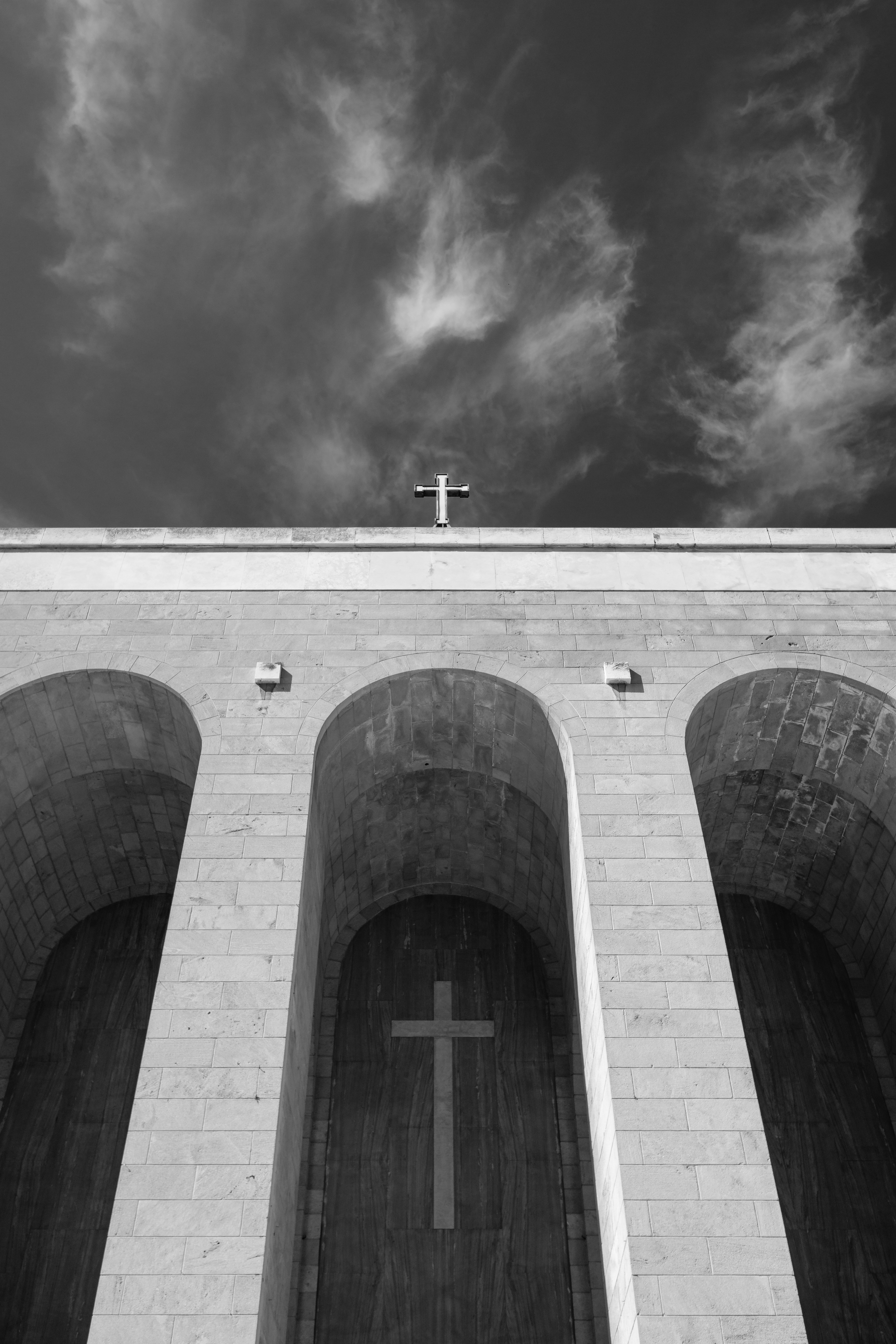
Facciata (dettagli)
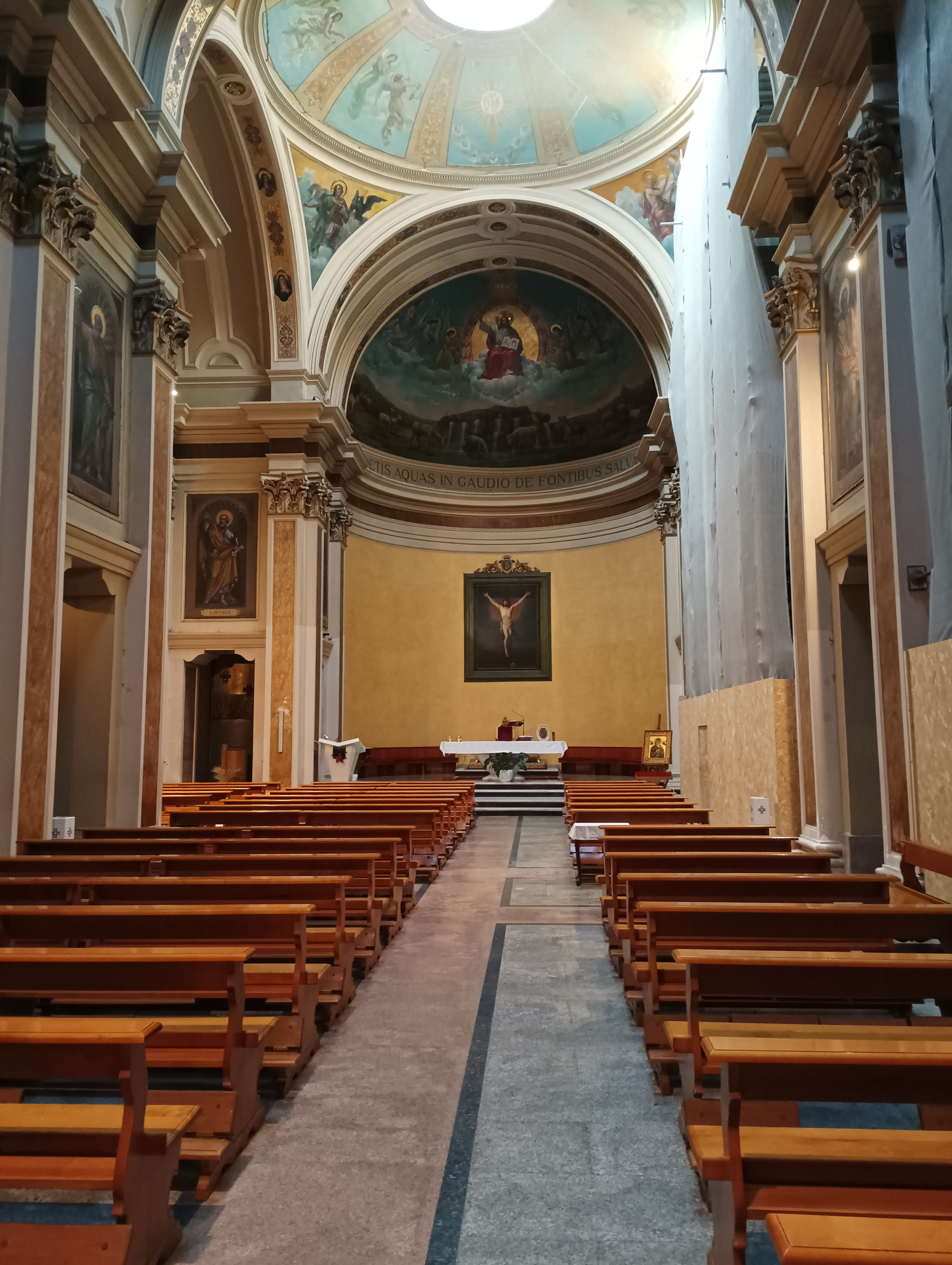
Interno
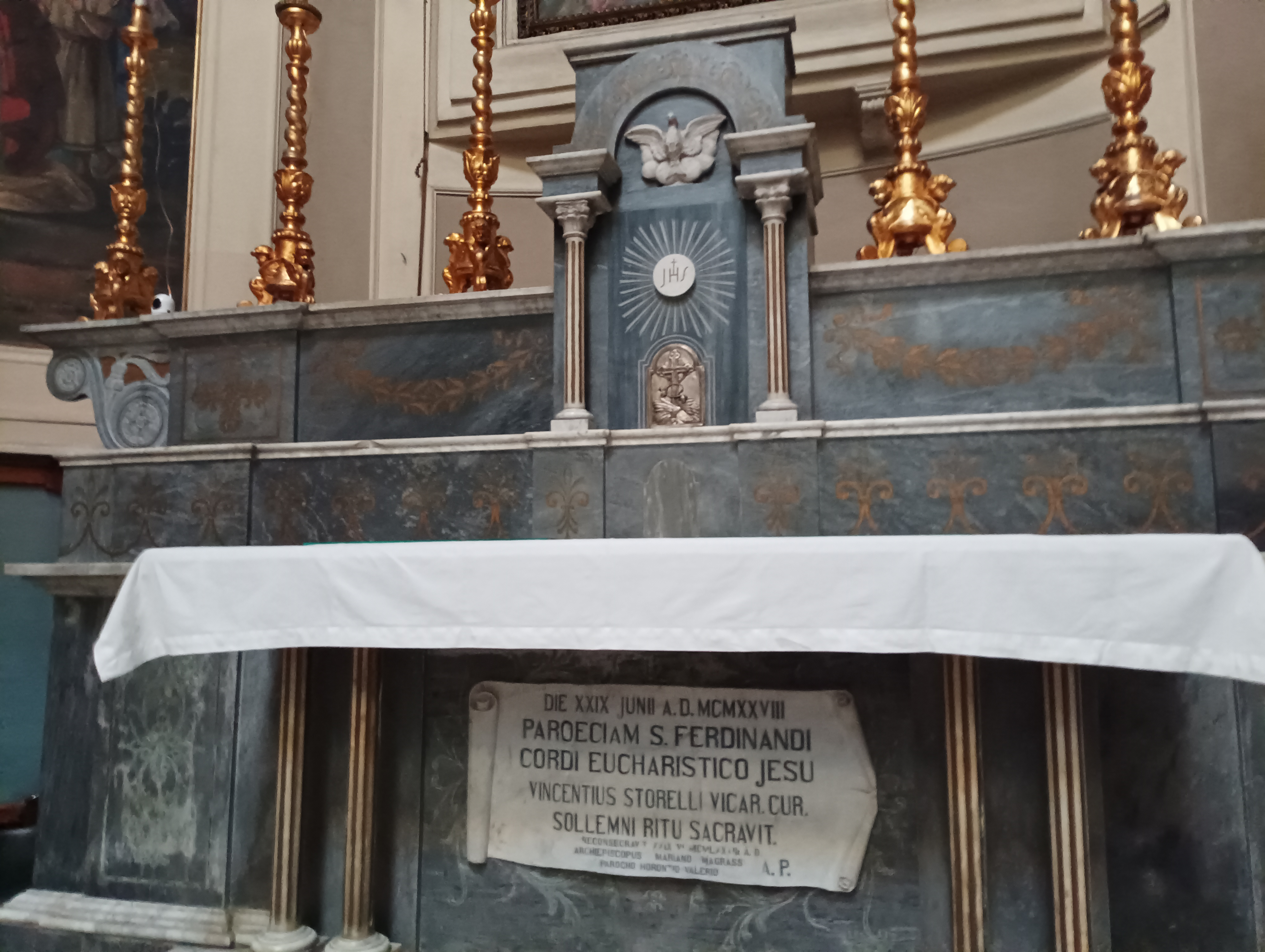
Altarino di San Ferdinando
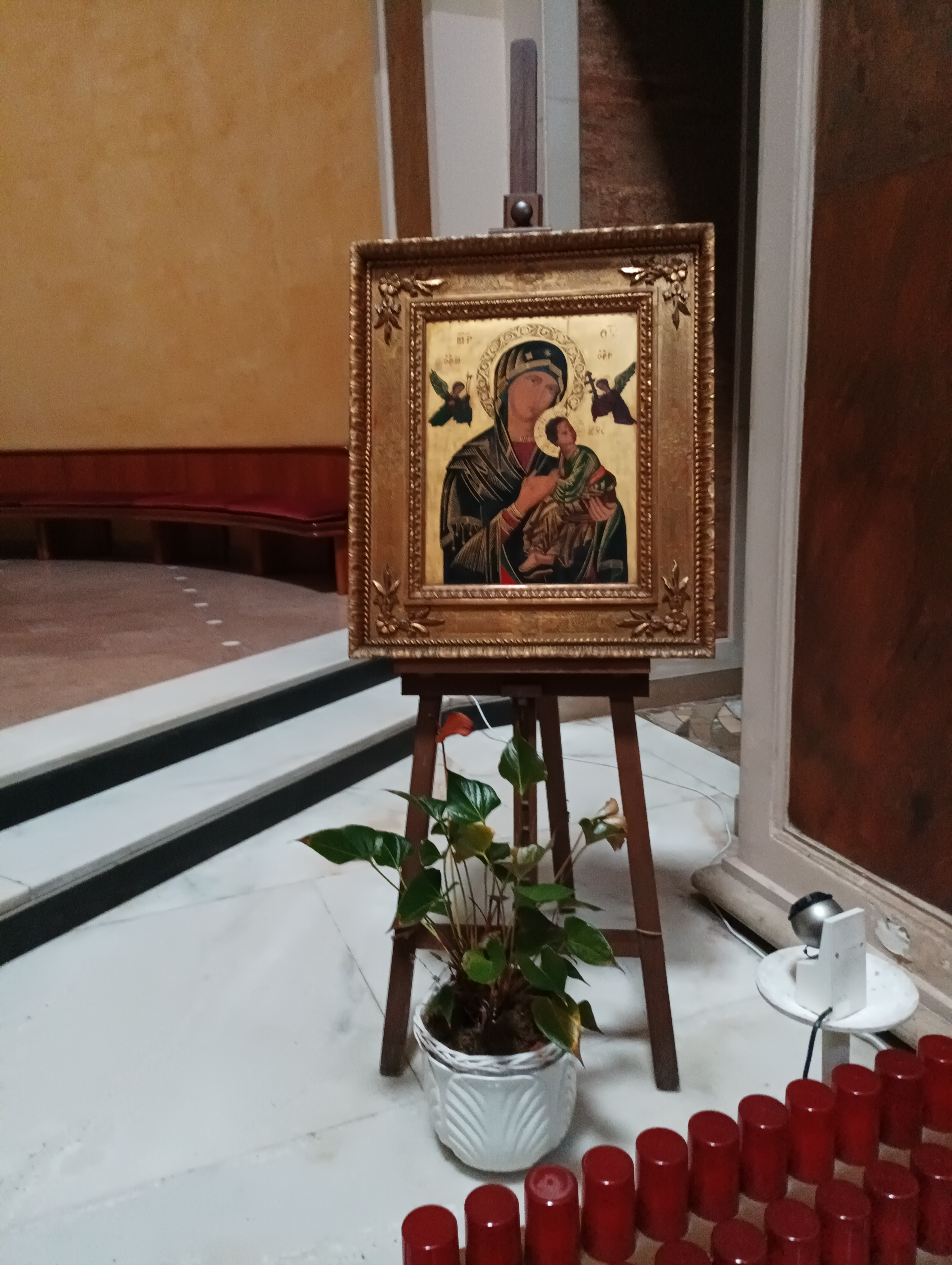
Icona orientale
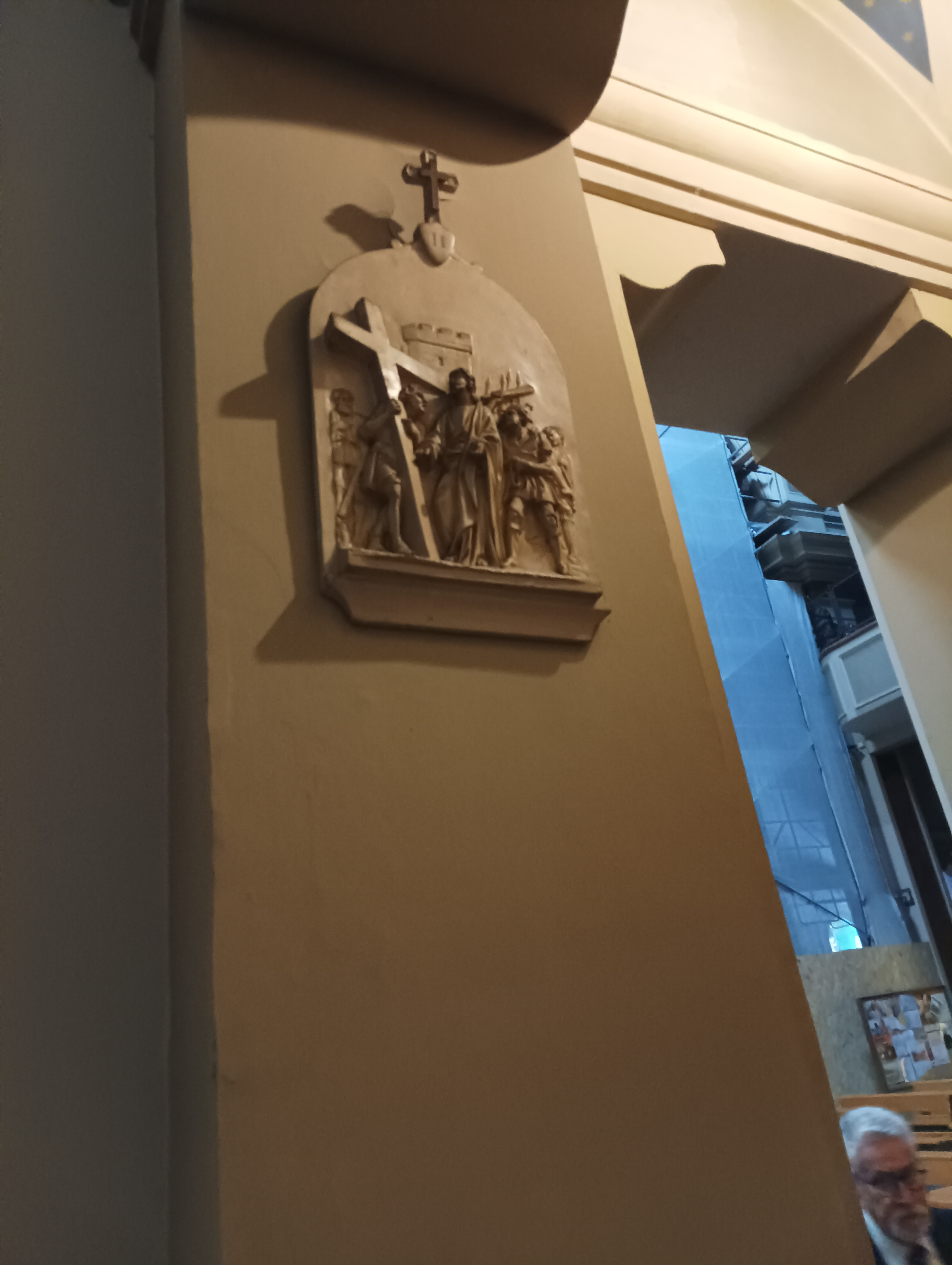
Stazione della Via Crucis in terracotta